# Unterstützungsabschlussgesetz
Mit dem Unterstützungsabschlussgesetz (UntAbschlG) wird die Fortgeltung von Entschädigungsleistungen der DDR nach der Wiedervereinigung abschließend geregelt.

## Bedeutung
Anders als im bundesdeutschen Recht, wo Entschädigungsleistungen aus Behandlungsfehlern grundsätzlich vor den Zivilgerichten eingeklagt werden müssen und dies ein Verschulden des behandelnden Arztes voraussetzt, sah das DDR-Recht unter bestimmten Bedingungen verschuldensunabhängige staatliche Entschädigungsleistungen für gesundheitliche Schäden infolge von Behandlungsfehlern vor. Grundlage hierfür war die Anordnung über die Erweiterung der materiellen Unterstützung vom 12. Dezember 1974, zuletzt geändert durch die Anordnung über die Erweiterung der materiellen Unterstützung der Bürger bei Schäden infolge medizinischer Eingriffe vom 28. Januar 1987.
Das alte DDR-Recht galt aufgrund des Einigungsvertrags für Schädigungen vor der Wiedervereinigung vorläufig weiter. Nach der Wiedervereinigung gab es einige Stimmen, die das DDR-Recht auf die gesamte Bundesrepublik ausgedehnt sehen wollten. Der Gesetzgeber entschied sich dagegen und schuf mit dem Unterstützungsabschlussgesetz eine Regelung zur Überleitung des alten DDR-Rechts in das heutige Recht.

## Anspruchsberechtigte
Anspruchsberechtigt sind Personen, die in der Bundesrepublik Deutschland ihren Wohnsitz oder ständigen Aufenthalt hatten und im Beitrittsgebiet vor dem 3. Oktober 1990 eine Gesundheitsschädigung aus eine der folgenden Gründen erlitten:
- ein medizinischer Eingriff, dessen Erfolgsaussichten in krassem Missverhältnis zum Risiko von Gesundheitsschäden standen. Medizinische Eingriffe sind nicht nur chirurgische Eingriffe, sondern auch alle anderen diagnostischen Maßnahmen, darüber hinaus auch Physiotherapie und Untersuchungen der Radiologie.
- eine Nebenwirkung infolge der bestimmungsgemäßen Einnahme von ärztlich verordneten Arzneimitteln, die nach dem damaligen Stand der Medizin nicht bekannt oder nicht vorhersehbar war
- eine Schädigung aufgrund eines „medizintechnischen Erzeugnisses“ (z. B. Herzschrittmacher), die nach dem damaligen Stand der Medizin nicht bekannt oder nicht vorhersehbar war oder auf technischem Versagen beruht

Für die Antragsfrist galten zunächst die alten Fristen des DDR-Rechts weiter. Nach dem DDR-Recht musste der Antrag innerhalb von vier Jahren ab Durchführung der medizinischen Maßnahme gestellt werden. Wurde die Gesundheitsschädigung erst nach Ablauf dieser Frist bekannt, galt eine verlängerte Frist von zehn Jahren. § 7 des Unterstützungsabschlussgesetz setzt schließlich eine absolute Antragsfrist bis ein Jahr nach Verkündung des Gesetzes, also spätestens der 18. Mai 1995.
Voraussetzung für einen Anspruch ist weiterhin, dass ein zivilrechtlicher Schadensersatzanspruch des Geschädigten nicht besteht.
Zuständig für Anträge sind die Versorgungsämter. In Streitigkeiten nach diesem Gesetz ist der Rechtsweg zu den Sozialgerichten gegeben.

## Leistungen
Die Unterstützung besteht aus laufenden und einmaligen Zahlungen. Laufende Zahlungen setzen einen bestimmten Grad der Schädigungsfolgen (GdS) voraus, dessen Bemessung sich nach § 30 Abs. 1 des Bundesversorgungsgesetzes richtet.
Haben Geschädigte einen GdS von mindestens 50 erlitten und waren sie zum Zeitpunkt des Inkrafttreten des Gesetzes volljährig, haben sie einen Anspruch auf eine laufende Entschädigung für Einkommensverluste, die sich an der Berufsschadensausgleichsverordnung orientiert. Bis zum 30. Juni 2011 wurde der Betrag des jeweiligen Vergleichseinkommens bedingt durch die geringere Kaufkraft in der ehemaligen DDR um 20 % abgesenkt, seitdem jedoch jährlich an die Entwicklung der Renten in der gesetzlichen Rentenversicherung angepasst (§ 10 UntAbschlG).
Führt ein späterer Schaden (ein sogenannter Nachschaden) zu einer weiteren Einkommensminderung, wird statt des aktuellen Einkommens das Durchschnittseinkommen der Berufsgruppe des Geschädigten herangezogen. Mit Eintritt in das Rentenalter werden die Leistungen automatisch um 25 Prozent gekürzt.
Erwirbt ein Geschädigter einen Anspruch auf eine Invalidenrente nach DDR-Recht, erhält er Leistungen in Höhe der Grundrente nach den Bundesversorgungsgesetz für einen GdS von 50 (unabhängig vom tatsächlichen GdS). Geschädigte, die erst nach dem 1. Dezember 1996 volljährig werden und erwerbsunfähig bzw. dauerhaft voll erwerbsgemindert im Sinne des bundesdeutschen Rentenrechts sind, erhalten stattdessen eine einmalige Abfindung in Höhe des 100-fachen der Grundrente.
Bei Hilflosigkeit (Merkzeichen H) besteht ein Anspruch auf eine Pflegezulage. Wird eine stationäre Unterbringung in einem Heim notwendig, werden die Kosten der Unterbringung in voller Höhe übernommen.
Laufende Leistungen werden rückwirkend zum 1. Januar 1991 gezahlt, wobei ggfs. bereits geleistete Zahlungen auf Grundlage des DDR-Rechts angerechnet werden.
Daneben erhalten Geschädigte noch eine einmalige Zahlung entsprechend ihrem GdS. Die Höhe richtet sich nach § 5 UntAbschlG.
§ 6 UntAbschlG normiert eine Härtefallregelung insbesondere für Fälle, in denen das neue Recht zu einer finanziellen Verschlechterung oder gar einem kompletten Wegfall der Leistungen führt.